# Gouvernement de l'Érythrée
Le gouvernement de l’Érythrée est présidé par Isaias Afwerki. Les candidats au gouvernement doivent être approuvés par l’Assemblée nationale.

## Membres actuels
| Ministère                    | Nom                        | Depuis | prédécesseur           |
| ---------------------------- | -------------------------- | ------ | ---------------------- |
| Agriculture                  | Arefaine Berhe (en)        | 1997   | Tesfai Ghirmazion (en) |
| Défense                      | Filipos Woldeyohannes (en) | 2014   | Sebhat Ephrem          |
| Éducation                    | Semere Russom              | 2007   | Osman Saleh            |
| Énergie et mines             | Sebhat Ephrem              | 2013   | ?                      |
| Finances                     | Berhane Habtemariam (en)   | 2014   | Berhane Abrehe (en)    |
| Pêche                        | Ahmed Haj Ali (en)         | 2001   | ?                      |
| Affaires étrangères          | Osman Saleh                | 2007   | Mohamed Omer (en)      |
| Santé                        | Amna Nurhusein             | 2009   | Saleh Meki (en)        |
| Information                  | ?                          | ?      |                        |
| Justice                      | Fozia Hashim               | 1993   | pas de prédécesseur    |
| Travail et Sécurité sociale  | Askalu Menkerios           | ?      | ?                      |
| Terres, Eau et Environnement | ?                          | ?      | ?                      |
| Ressources maritimes         | ?                          | ?      | ?                      |
| Développement national       | Giorgis Tesfamichael       | ?      | Woldai Futur (en)      |
| Travaux publics              | Abraha Asfaha (en)         | 1993   | pas de prédécesseur    |
| Construction                 | Abraha Asfaha (en)         | 1993   | pas de prédécesseur    |
| Tourisme                     | Askalu Menkerios           | 2011   | ?                      |
| Commerce et industrie        | Gergis Teklemichael (en)   | 2001   | Ogbe Abraha (en)       |
| Transports et communications | Woldemichael Abraha        | 2004   | ?                      |